# Droits de succession en Belgique
 (février 2021).
Si vous disposez d'ouvrages ou d'articles de référence ou si vous connaissez des sites web de qualité traitant du thème abordé ici, merci de compléter l'article en donnant les références utiles à sa vérifiabilité et en les liant à la section « Notes et références ».
Pour un article plus général, voir Droit des successions.
Les droits de succession sont une branche du droit fiscal belge.

## Fédéralisation

### Compétence régionale
Les régions sont compétentes pour la détermination des taux de droits de succession. Les trois législateurs régionaux ne se sont d'ailleurs pas privés d'user de cette compétence.
Usant du moyen des taux, ils sont parvenus à modifier les règles de perception. En assimilant par exemple, chacun à leurs conditions, le cohabitant au conjoint pour la perception des droits de succession.

### Compétence fédérale
Les principes généraux de la perception sont, eux, restés une compétence fédérale.

### Détermination de la Région compétente
Afin de savoir si une succession est soumise au droit bruxellois, flamand ou wallon, il faut se référer au domicile fiscal principal des cinq dernières années. Cette règle détermine le droit applicable en cas de changement de région. Pas le receveur de l'enregistrement compétent en cas de déménagement au sein d'une même Région.
Exemples :
- Lorette habite Schaerbeek depuis quinze ans. En 2006 elle déménage à Lasne et y décède en 2008. Les cinq années précédant son décès elle a été domiciliée deux ans en Wallonie et trois à Bruxelles. Sa succession sera donc soumise au droit bruxellois et la déclaration de succession déposée auprès de receveur compétent de son dernier domicile.
- Philippe habite Molenbeek. En 2007, après un échec professionnel, il prend sa retraite et s'installe à Watermael et y décède de dépit le mois qui suit. Étant resté dans la même région, la règle ne s'applique pas. Le receveur compétent sera celui de Watermael.

## Successions passibles de droits
Seules les successions de personnes ayant eu en Belgique leur domicile principal sont passibles de droits de succession. 
En certaines hypothèses, une dispense de dépôt de la déclaration de succession peut être obtenue.
Pour les défunts non résidents, un droit de mutation par décès existe. Il est toutefois prélevé uniquement sur les immeubles laissés en Belgique.

## Textes légaux
Les codes des droits de succession sont disponibles sur http://www.fisconet.fgov.be/fr/?frame.dll&root=v:/sites/FisconetFraAdo.2/&versie=04&type=VRB06!FNSUCWET.HTM&

## Principes généraux
La base de taxation est l'actif augmenté des fictions diminué du passif.

### Actif
Tous les bien possédés par le défunt entrent dans la succession, que ces biens soient en Belgique ou à l'étranger.

### Passif

#### Principe
Seules les dettes du défunt et les frais de funérailles sont admis.
Les frais subis par les héritiers afin, par exemple, de vider l'habitation du défunt ne sont pas admissibles. Il ne s'agit pas en effet de dettes laissées par le défunt ni de frais de funérailles.

#### Preuve
- Les dettes se prouvent par toutes voies de droit, serment excepté. En pratique, le créancier remet une attestation de créancier dans laquelle il fait valoir sa créance. Des factures accompagnées d'une preuve de payement peuvent être jointes à la déclaration de succession.
- Un sort particulier est réservé aux dettes contractées par le défunt envers ses héritiers ou légataires. L'administration exige que les héritiers produisent la preuve que, soit le défunt s'était engagé par écrit à les rembourser, soit qu'il y a eu commencement de remboursement.

Exemple : une personne a besoin, en raison de son état de santé, de soins coûteux et d'aménagement lourds de son domicile (ascenseur...). Son fils les avance. La personne décède. Le fils fait valoir une créance contre la succession. Cette créance ne sera pas admise par le fisc au passif de la déclaration de succession. En effet, le seul fait d'avancer de l'argent à son père ne prouve pas qu'il y ait eu prêt. Il pouvait tout aussi bien s'agir d'une donation. La preuve du prêt se rapporte soit par un écrit du père soit par un commencement de remboursement.

### Fictions

#### Principes communs

##### Généralités
Toute une série d'opérations réalisées par une personne de son vivant faisant sortir des biens de son patrimoine y sont, après son décès, réincorporées pour être taxées en succession.
Il est important de bien percevoir qu'il s'agit ici de fictions purement fiscales. Les biens sont réintroduits dans la succession uniquement pour être taxés. Il n'y a aucune incidence civile. Civilement, le bien est sorti de la succession et ne fait donc pas l'objet d'un partage entre les héritiers.

##### Tiers suspect
Les opérations décrites ci-après ne sont "annulées" que si elles ont été faites par un tiers suspect : un héritier, un légataire ou une personne apparentée.

#### Art. 9
Un bien immatriculé pour l'usufruit au nom du défunt et pour la nue propriété au nom d'un tiers suspect. Dans ce cas, pour la perception des droits de succession, l'Administration fiscale considère que le bien se trouve en pleine propriété dans la succession.

## Déclaration de succession
En Belgique, les droits de succession sont prélevés sur la base d'une déclaration de succession qui doit obligatoirement être déposée par certains héritiers, en principe dans le délai de quatre mois qui suivent le décès.
Cette déclaration est un document sous seing privé ne requérant pas nécessairement l'intervention d'un notaire.